# ジョー・スカリー
ジョゼフ・スカリー（Joseph Scally、2002年12月31日 - ）は、アメリカ合衆国のサッカー選手。ボルシア・メンヒェングラートバッハ所属。ポジションはDF。サッカーアメリカ合衆国代表。

## 経歴

### クラブ
ニューヨーク・シティFCの下部組織出身。2018年3月21日に15歳でプロ契約を締結し、フレディー・アドゥーに次いで米国史上2番目に若い年齢にしてプロ選手となった。同年6月6日に行われたUSオープンカップのダービーマッチで後半にダビド・ビジャに代えて投入されてプロ初出場となったが、4-0で敗北した。
2019年11月13日にブンデスリーガ所属のボルシア・メンヒェングラートバッハが彼の獲得を発表、18歳になる2021年1月1日に移籍する事となった。移籍金は7桁ドルと推定されており、メジャーリーグサッカー史上有数の高額だとみられている。

### 代表
U-15代表からアメリカ合衆国代表に選出されている。
U-17代表にも2017年から選出されており、当時は周りのチームメイトより3歳若かった。2019年10月に行われた2019 FIFA U-17ワールドカップに参加した。
2022年6月1日、モロッコ代表との親善試合でA代表初出場。2022 FIFAワールドカップのメンバーにも選出されたが、出場機会はなかった。

## 代表歴

### 出場大会
- アメリカ代表
  - 2022 FIFAワールドカップ

### 試合数
- 国際Aマッチ 8試合 0得点（2022年-）[11]

| アメリカ代表 | 国際Aマッチ | 国際Aマッチ |
| 年           | 出場        | 得点        |
| ------------ | ----------- | ----------- |
| 2022         | 3           | 0           |
| 2023         | 5           | 0           |
| 2024         |             |             |
| 通算         | 8           | 0           |

## タイトル

### 代表
- CONCACAFネーションズリーグ : 1回 (2022-23)